# Ерік Деккер
Ерік Деккер (нід. Erik Dekker, 21 серпня 1970) — нідерландський велогонщик.
Срібний призер Олімпійських Ігор 1992 року в груповій шосейній гонці, учасник 1996, 2000, 2004 років.